# Henrik Skov Kristensen
 Ikke at forveksle med Hans Skov Christensen.
Henrik Skov Kristensen (født 29. december 1953) er en dansk historiker, ph.d. og dr. phil med speciale i besættelsestiden. Han har udgivet flere bøger om Danmark under 2. verdenskrig. Skov Kristensen er gift med overlæge Siv Leivdal og bosat i Sønderborg.

## Baggrund, uddannelse og arbejdsliv
Henrik Skov Kristensen blev student fra Struer Statsgymnasium i 1974. Han blev cand.mag. i historie og engelsk fra Aarhus Universitet i 1985 og ph.d. samme sted i 1988. I 2019 blev Skov Kristensen yderligere dr. phil ved Syddansk Universitet på en afhandling om det tyske mindretals historie før under og efter 2. verdenskrig. Fra 1984 til 89 var han medstifter af og leder af Besættelsesmuseet i Aarhus og fra 1988 til 89 var han endvidere forskningsstipendiat ved Statens Humanistiske Forskningsråd. Fra 1989 til 2021 var han leder af Frøslevlejrens Museum og yderligere fra 2018 til 2021 leder af Kommandørgården på Rømø, der ligesom Frøslevlejren er en enhed under Nationalmuseet. Skov Kristensen har som museumsmand haft ansvaret for opbygningen af flere faste udstillinger, ligesom han har medvirket ved opbygningen af særudstillinger som ”Spærretid”, som blev vist 2005-2006, og han var historiefaglig ansvarlig for udstillingen ”De hvide busser” i 2015. Begge disse udstillinger blev vist i Nationalmuseets Egmonthal. Endelig har Skov Kristensen fungeret som censor i faget historie ved landets universiteter siden 2002, ligesom han i 2003 var ekstern lektor ved Aarhus Universitet.

## Forskning
Henrik Skov Kristensen har som en af de første besættelsestidshistorikere af den generation, der ikke selv har oplevet krigen, medvirket til at nytegne billedet af den danske besættelsestid, og han har skrevet og redigeret flere bøger, ligesom han har leveret en lang række bidrag til antologier, samleværker, leksika og tidsskrifter. Allerede i studietiden udførte han sammen med to medstuderende, Claus Kofoed og Frank Weber, grundige arkivstudier i primært Storbritannien vedrørende vestallieredes luftangreb i Danmark under 2. Verdenskrig. Dette arbejde klarlagde ikke kun en lang række faktiske hændelser, det gav også ny viden om de allieredes opfattelse af den danske jernbanesabotages militære betydning. I årene efter ansættelsen i Frøslevlejren har Skov Kristensen koncentreret sin forskning primært om besættelsestiden i Sønderjylland i almindelighed og Frøslevlejren/Fårhuslejren i særdeleshed. Vigtig er hans forskning i retsopgøret efter krigen mod- og interneringen af dele af det tyske mindretal i Fårhuslejren. Denne forskning publiceredes i bogen Straffelejren. Fårhus, landssvigerne og retsopgøret som bl.a. konkluderer, at det opgør med nazismen og dens ledere, som fandt sted i Tyskland, kun i mindre grad blev gennemført i det tyske mindretal i Sønderjylland. I bogen Gerningsmænd eller ofre? Erindringen i det tyske mindretal i Sønderjylland om nazismen, verdenskrigen og retsopgøret i komparativ belysning foldes dette emne ud perspektiveres yderligere, og de to bøger udgør en samlet afhandling, som gav Kristensen den filosofiske doktorgrad i 2019. Endelig udgav Kristensen i 2021 Gestapos fangelejre i Danmark. Horserød 1943-44. Frøslev 1944-45 der er et omfattende værk om de to fangelejre som baserer sig på arkivstudier, og som udfylder et hul både i Kristensens forfatterskab og i litteraturen om besættelsestiden. Skov Kristensens sønderjyske placering har givet ham en særlig indsigt i landsdelens historie. I besættelsestidssammenhæng gjorde han således allerede i 2003 (i Sønderjylland under krig og besættelse) opmærksom på det slesvigske traumes og grænsespørgsmålets store betydning for den danske regerings sikkerhedspolitiske horisont og beslutninger op til og i forbindelse med den 9. april 1940.

## Bøger
- Gestapos fangelejre i Danmark. Horserød 1943-44. Frøslev1944-45, Gyldendal, 2021
- Gerningsmænd eller ofre? Erindringen i det tyske mindretal i Sønderjylland om nazismen, verdenskrigen og retsopgøret i komparativ belysning, Historisk Samfund for Sønderjylland, Skrifter udgivet af Historisk Samfund for Sønderjylland nr. 115, 2019 (Indgår som del af Henrik Skov Kristensens doktordisputats)
- Bomber over Danmark: Vestallierede luftangreb under 2. verdenskrig, Nyt Nordisk Forlag Arnold Busck, 2012 (Nyskrevet og -redigeret og opdateret udg. af nedenstående fra 1988)
- Straffelejren: Fårhus, landssvigerne og retsopgøret, Nyt Nordisk Forlag Arnold Busck, i samarbejde med Nationalmuseet, 2011 (indgår som del af Henrik Skov Kristensens doktordisputats)
- Grethe Bartram: fra kommunist til gestapoagent, Nyt Nordisk Forlag, 2010
- Dødsdømt: Flemming Helweg-Larsens beretning, Gyldendal 2008 (udg. i samarbejde med Ditlev Tamm)
- Det tyske mindretal og Fårhuslejren: retsopgøret på museum, Jysk Selskab for Historie, 2005
- Spærretid, Nationalmuseet, 2005 (sammen med Esben Kjeldbæk og Henrik Lundbak)
- Sønderjylland under krig og besættelse, Historisk Samfund for Sønderjylland, 2003 (sammen med Hans Schultz Hansen)
- En station på vej til helvede, Historisk Samfund for Sønderjylland, 2002 (2. udgave 2010)
- Als og Sundeved 1940-1945, Historisk Samfund for Als og Sundeved, 1995 (2. udgave i 2005) (sammen med Inge Adriansen)
- Skov Kristensen, Henrik: Vestallierede luftangreb i Danmark under 2. Verdenskrig. Aarhus: Aarhus Universitetsforlag, 1988. 2 bd. (sammen med Claus Kofoed og Frank Weber)

## Priser
- nomineret til Weekendavisens litteraturpris 2021
- Julius Bomholt Prisen. Kulturministeriets forskningspris 2020 [1]
- Eilschou Holms Legat 2015[2]
- Major Flemming B. Muus Mindelegat 1987[2]